# Staatz (zřícenina hradu)
Zřícenina hradu Staatz leží v severní části Weinviertelu (vinné čtvrti) v městyse Staatz.

## Poloha
Zřícenina hradu stojí na kopci vysokém 332 metrů nad mořem, který patří k "Waschbergzone", rozdělující Weinviertel na severní a jižní část. Kopec vytváří typickou vápencovou geologickou jednotku ve Weinviertelu, podobně se nacházející jako hrad Falkenstein a na území sousední jižní Moravy. Skládá se z odloučených úlomků hornin, které vyčnívají z povrchu země. Působivým útvarem je „Statzer Berg“, který téměř 100 metrů vyčnívá nad rozšířenou Laaerskou nížinou.

## Historie
Tato skvělá strategická poloha na „Staatzer Klippe“ se využila v 11. století pro vznik hradu. V dokumentech z roku 1072 je poprvé uváděn Pucho de Stoz. Až do poloviny 13. století je v listinách zmiňován rod „Staatzerů“.
V roce 1246 se u hradu střetla vojska Friedricha II. Rakouského a Oldřicha III. Korutanského. Po Fridrichově vítězství byl Oldřich na hradě vězněn. V roce 1260 hrad pobořila vojska hrabat z Hardeka.
Král Přemysl Otakar II. daroval hrad lénem Ottovi z Maissau. Pod pány z Maissau hrad prožil období rozkvětu, pod hradem se rozkládalo osídlení, v dobových listinách je zmíněno jako město. V roce 1439 napadla hrad husitská vojska pod vedením Jana z Lichtenburka. Pro podezření ze spiknutí s husity byl hrad Staatz v roce 1440 pánům z Maissau odebrán a zůstal zeměpanským majetkem.
V témže roce jej obdržel od vévody Albrechta V. do zástavy Niklas Truchseß, sezením na Drasenhofenu, jež byl císařem povýšen do rytířského stavu a psal se následně po hradu (Niklas Truchsess von Staatz). Skrze sňatek s Marií Annou, poslední členkou rytířského rodu Truchseß ze Staatzu, přešel hrad a panství v roce 1545 do rukou Oswalda svobodného pána z Eizingu, který musel krátce na to z příkazu císaře zboží Staatz odevzdat Wolfgangovi Höchenbergerovi a císař Ferdinand I. toto zboží dal v roce 1551 do zástavy hrabatům z Roggendorfu (sezením na hradě Pöggstall).
V roce 1555 zastavil císař hrad a panství svobodnému pánovi Philippovi Breunerovi (též Philipp Prewner Wilhelm von Saurau), štýrskému leníkovi pánů Krajířů z Krajku. Po jeho úmrtí držela hrad s panstvím vdova po Philippovi a její synové, následně pak další příslušníci rodu, kterým bylo panství v zástavě potvrzeno též císařem Maxmiliánem II. a v roce 1585 Rudolfem II., kdy panství Staatz potvrdil i nový ovčín, hospodářský dvůr, nový rybník, dále pak panské sídlo Prerau (Alt Prerau) s ovčínem v Rothensee, rybníky a zboží v Neusiedl a Ehrnsdorfu. V roce 1600 nakonec císař Rudolf II. hrad a celé panství po vyplacení zástavy prodal Seifriedovi Christophovi svobodnému pánovi z Breuneru.

## Zkáza Staatzu

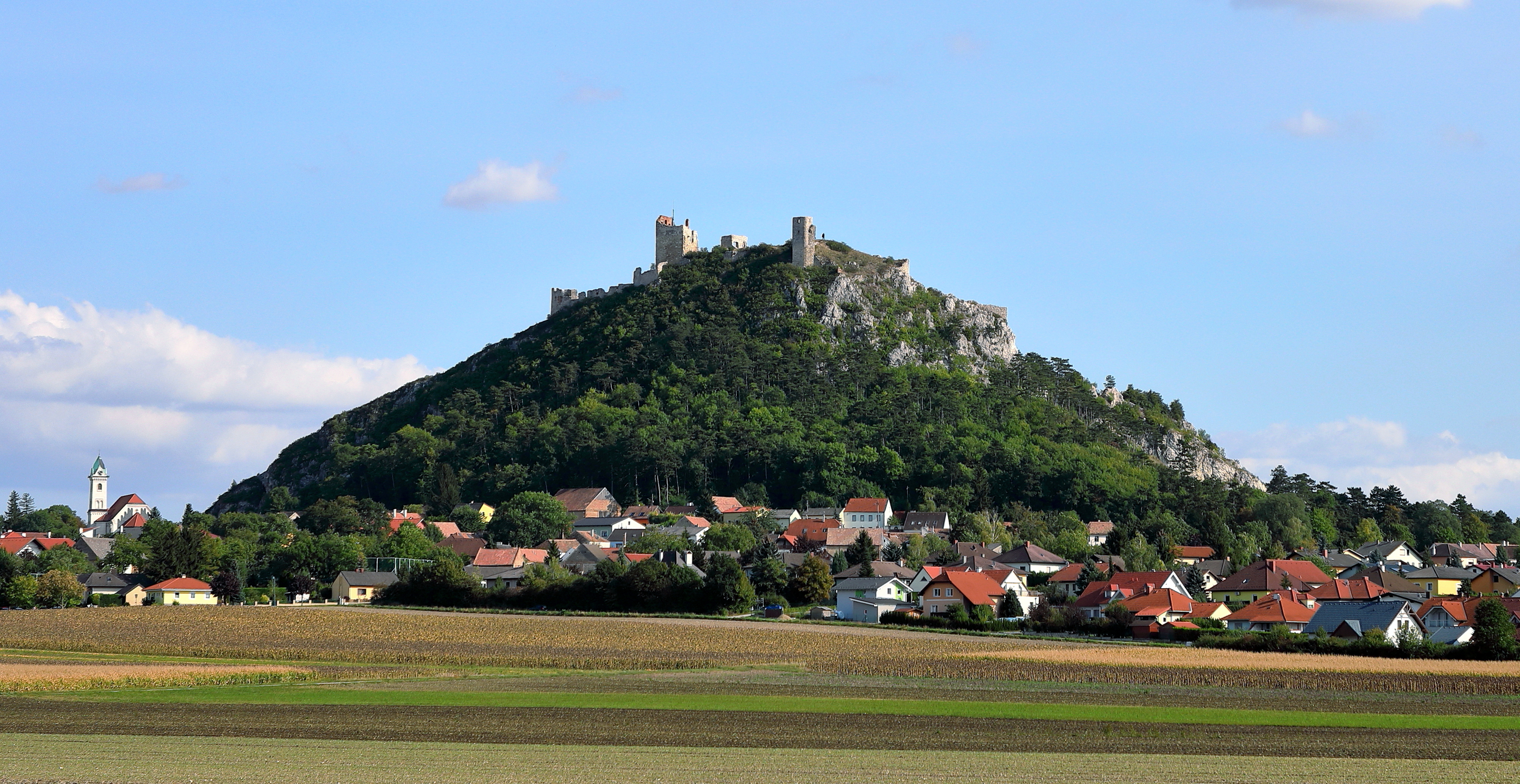
Staatz v roce 2017

Hrad byl tehdy považován za nedobytný. Jeho dobytí a zničení dne 24. dubna 1645 Švédy bylo o to větším překvapením. Hrad byl opuštěn a na úpatí hradní skály bylo postaveno zámecké obydlí.
V roce 1671 přešlo panství Staatz na Johanna Baptistu z Kunitz na Weißenburgu (nyní v obci Frankenfels-Weißenburg) a Plankensteinu, kterého císař Leopold I. povýšil v roce 1662 do rytířského stavu.
Od rytíře z Kunitz koupil panství Staatz se zříceninou v roce 1675 Ludvík Colloredo-Waldsee. Colloredové, za nichž bylo zámecké sídlo přestavěno a rozšířeno, drželi panství až do roku 1848, kdy přešlo sňatkem na rod Collaltů. V období Rakouského státu odkoupila všechny hospodářské dvory akciová společnost OHG Gustav & Wilhelm Löw ze Záhorské Vsi (Angern).
Po anšlusu přešly dvory arizací na DAG (Deutsche Ansiedlungsgesellschaft in Berlin) a po válce na sovětský koncern USIA (Управление советским имуществом в Австрии) pro správu sovětského majetku v Rakousku. V posledních válečných dnech roku 1945 zámek vyhořel a byl zbourán. Zachovala se jen bývalá sýpka, přestavěná na hudební sál, ve skále zámecký sklep a dvě obytné budovy.

## Dnešní hrad
Po dobytí Staatzu se hrad změnil v rozvalinu, dodnes jsou zachovány zbytky první brány a část paláce se zbytkem románského okna. Na špici útesu je ještě zbytek hradní věže. Zřícenina hradu je volně přístupná, výstup se vyplatí pro působivé vyhlídky do rovinaté krajiny. Nabízené vyhlídky jsou výborným zážitkem pro děti.
Na úpatí hradního kopce je skalní hlediště, kde se v létě konají muzikály.